# Odontophrynus toledoi
Odontophrynus toledoi é uma espécie de anfíbio da família Odontophrynidae. Encontrado na porção sul da Serra da Mantiqueira e em algumas áreas montanhosas como Jundiaí e Atibaia em São Paulo e Minas Gerais, Brasil. 

## Descrição

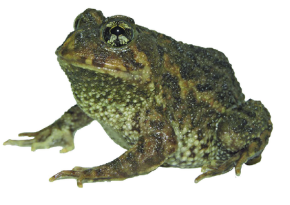

Odontophrynus toledoi é uma espécie de tamanho médio, com machos medindo de 40,4 a 51,8 mm e fêmeas de 45,0 a 54,5 mm de comprimento focinho-cloacal. Possui cabeça mais larga que longa, focinho truncado, olhos grandes e laterais, tímpano oculto e pele dorsal e ventral granulada com verrugas glandulares, especialmente organizadas em fileiras longitudinais nas regiões pós-orbitais e parotoideas, ou seja, secretam substâncias tóxicas como defesa. Os dedos das mãos são finos, com pontas arredondadas, sem membranas interdigitais e apresentam tubérculos subarticulares grandes, além de tubérculos supranumerários na palma. E seus membros posteriores são curtos e robustos.
Possui coloração marrom-escura no dorso, com listras marrom-claras nos membros e uma faixa amarelada entre os olhos até os membros posteriores. O ventre é esbranquiçado com manchas cinzas laterais. Os machos se distinguem das fêmeas por possuir uma região gular pigmentada no saco vocal e pelas almofadas nupciais. Sua íris apresenta coloração marmorizada em dourado, preto e branco. A espécie pode ser diferenciada de outras do grupo, como Odontophrynus americanus por essas combinações de características morfológicas, coloração e presença de cristas glandulares dorsais. 

## Habitat e conservação
Odontophrynus toledoi habita regiões montanhosas da porção sul da Serra da Mantiqueira, incluindo áreas como Jundiaí e Atibaia, nos estados de São Paulo e Minas Gerais, Brasil. A espécie é noturna e vive em áreas abertas e alagadas, onde realiza a estivação, enterrando-se a cerca de 7 cm de profundidade durante a estação seca. As fêmeas saem da estivação antes dos machos, que vocalizam durante o dia na estação chuvosa. 
O canto de anúncio é composto por séries de 43 a 82 pulsos, com frequência dominante entre 775 e 1033 Hz e até 132 pulsos por segundo. Durante a reprodução, os machos realizam o amplexo axilar. Essas características ecológicas e comportamentais, aliadas à sua distribuição restrita a ambientes específicos e sensíveis ás mudanças ambientais, destacam a necessidade de ações de conservação específicas para garantir a preservação de seu habitat natural.

## Ecologia
Odontophrynus toledoi apresenta aspectos ecológicos adaptados a ambientes úmidos e sazonais de regiões montanhosas do sudeste do Brasil, sendo encontrado em áreas abertas e alagadas. A espécie possui hábitos noturnos e comportamento fossorial, passando o período seco em estivação. Sua atividade reprodutiva ocorre na estação chuvosa, quando os indivíduos emergem para acasalar em áreas temporariamente alagadas. 
Os machos vocalizam durante o dia, parcialmente submersos e ocultos pela vegetação, demonstrando comportamento territorial e de reprodução oportunista. O. toledoi apresenta uma variedade de comportamentos defensivos, incluindo escavação rápida, inflar o corpo, manter as pernas rígidas e tanatose, o que sugere adaptações tanto para predadores quanto para a variação ambiental do seu habitat.